# Iwan Iwanowitsch Rerberg

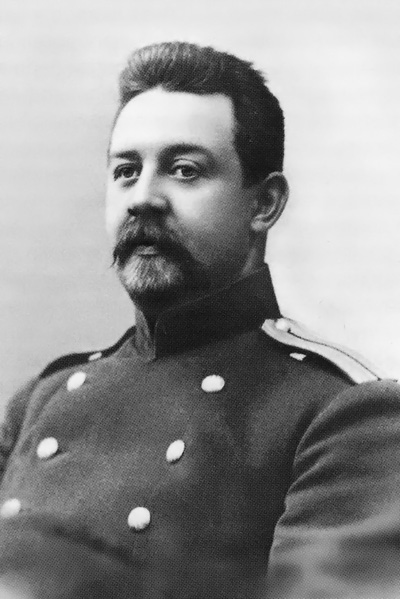
Iwan Rerberg, 1900er-Jahre

Iwan Iwanowitsch Rerberg (russisch Иван Иванович Рерберг; * 22. Septemberjul. / 4. Oktober 1869greg. in Moskau; † 15. Oktober 1932 ebenda) war ein russischer Architekt und Ingenieur, der im beginnenden 20. Jahrhundert eine Reihe bekannter Bauwerke in Moskau erschaffen hat.

## Leben
Rerberg wurde in Moskau als Sohn des Eisenbahningenieurs Iwan Fjodorowitsch Rerberg geboren. Letzterer war einer der Nachfahren eines dänischen Schiffbauers, der in der Herrschaftszeit Peter des Großen von diesem nach Russland geholt wurde.
Iwan Rerberg schloss eine Militärschule ab und studierte anschließend bis 1896 in Sankt Petersburg an der Akademie für Militäringenieurwesen. Nach dem Ingenieurabschluss ging Rerberg zunächst nach Charkiw und war dort an der Errichtung der Eisenbahnwaggonfabrik (heutiges Malyschew-Werk) beteiligt. Dabei erlernte er Methoden moderner Architektur, was ihm erlaubte, von 1897 bis 1912 als einer der Helfer des Architekten Roman Klein an der Errichtung des Moskauer Puschkin-Kunstmuseums mitzuwirken. Hierbei entwarf Rerberg für das Museumsgebäude unter anderem das Heizungs- und Lüftungssystem, das sich als sehr effizient erwies.
Noch vor Fertigstellung des Puschkin-Museums wirkte Iwan Rerberg gemeinsam mit Klein an mehreren weiteren Projekten mit, darunter 1904 die Rekonstruktionsarbeiten an der Manege sowie 1907 bis 1908 am Bau des Kaufhauses Muir & Mirrielees (das heutige TsUM, rechts gegenüber dem Gebäude des Bolschoi-Theaters gelegen). Ungefähr zur gleichen Zeit begann Rerberg, einzelne Bauwerke selbständig zu projektieren. Neben mehreren Wohn- und Industriebauten zählt das ehemalige Gebäude der Versicherungsgesellschaft Nord (1909–1911) im Moskauer Zentrum an der Iljinka-Straße zu den bekanntesten Frühwerken Rerbergs. Das neoklassizistisch geprägte fünfstöckige Gebäude dient heute als Sitz des russischen Verfassungsgerichts.
Charakteristisch für viele von Rerberg entworfene Bauwerke ist nicht allein die Zugehörigkeit zum späteren Klassizismus, der in Russland des späten 19. und frühen 20. Jahrhunderts immer noch weit verbreitet war, sondern auch die Verwendung von für damalige Zeit neuer Bautechnologien und -materialien, darunter Stahlbeton. 1911 nannte die Fachzeitschrift Architekturnaja Moskwa Rerberg einen „relativ jungen, aber sehr beliebten Baumeister“ und lobte seine Fähigkeit, neuartige Baumaterialien auch im Hinblick auf deren architektonisches Formbildungspotenzial geschickt einsetzen zu können.
Von 1906 bis 1919 war Rerberg als Dozent an der Moskauer Hochschule für Malerei, Bildhauerei und Architektur sowie an der Moskauer Ingenieurhochschule tätig. In dieser Zeit arbeitete er auch am Entwurf seines wohl bekanntesten Bauprojektes: des Gebäudekomplexes des Kiewer Bahnhofs im Westen der Stadt. Die Bauarbeiten an dem neuen Bahnhof, der als Kopfbahnhof Startpunkt einer wichtigen Eisenbahnanbindung Moskaus an die Ukraine und an Südosteuropa darstellt, dauerten von 1914 bis 1917. Das ebenfalls dem Neoklassizismus zuzuordnende Empfangsgebäude wurde von Rerberg entworfen, während das gleichzeitig errichtete bogenförmige Glasdach der Bahnsteighalle ein Werk des bekannten Ingenieurs Wladimir Schuchow ist.
Nach dem Wiederaufleben der Bautätigkeit in Moskau nach Ende des Russischen Bürgerkriegs arbeitete Rerberg in den 1920er-Jahren noch an einigen weiteren Großprojekten im zur Hauptstadt der neugegründeten Sowjetunion erhobenen Moskau. Zu nennen ist unter Rerbergs Spätwerken vor allem das für das damalige Russland architektonisch neuartige Gebäude des Zentralen Telegrafen an der Twerskaja-Straße, das mit seinen von Stahlbeton und Glas dominierten Fassaden nicht mehr dem Neoklassizismus, sondern dem sogenannten Konstruktivismus zuzuordnen ist. 1930 entwarf Rerberg auf dem Gelände des Moskauer Kremls ein neues Gebäude der Ersten Militärschule der Roten Armee, heute als Verwaltungsgebäude des Moskauer Kremls bzw. als Gebäude 14 bekannt. Stilistisch wurde dieses Bauwerk wieder an den Klassizismus mit einzelnen Anspielungen an den benachbarten Senatspalast angenähert, was jedoch im vorwiegend frühneuzeitlichen Ensemble des Kremls als eher unpassend erscheint. Fertiggestellt wurde das Gebäude 1934, bereits nach dem Tod Rerbergs.

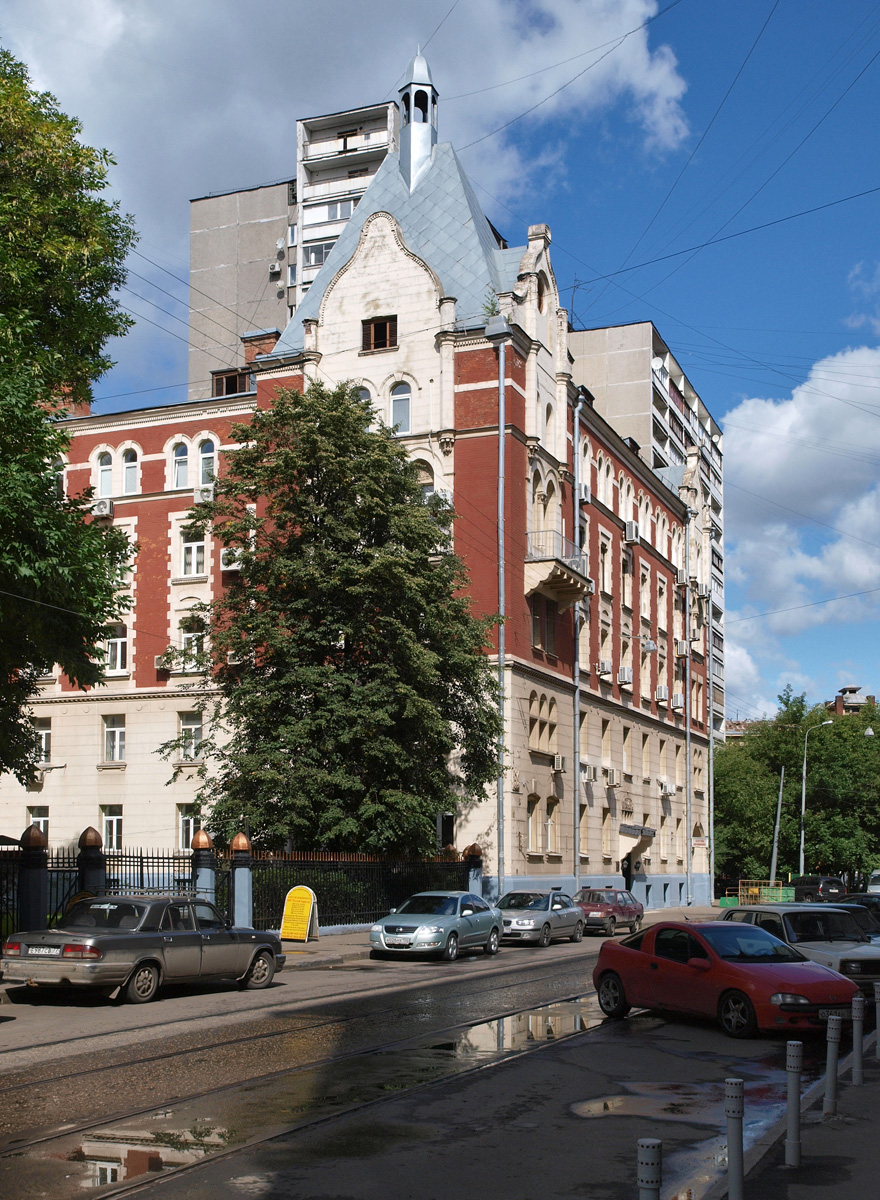
Ehemaliges Wohnhaus (erbaut 1907–1909)
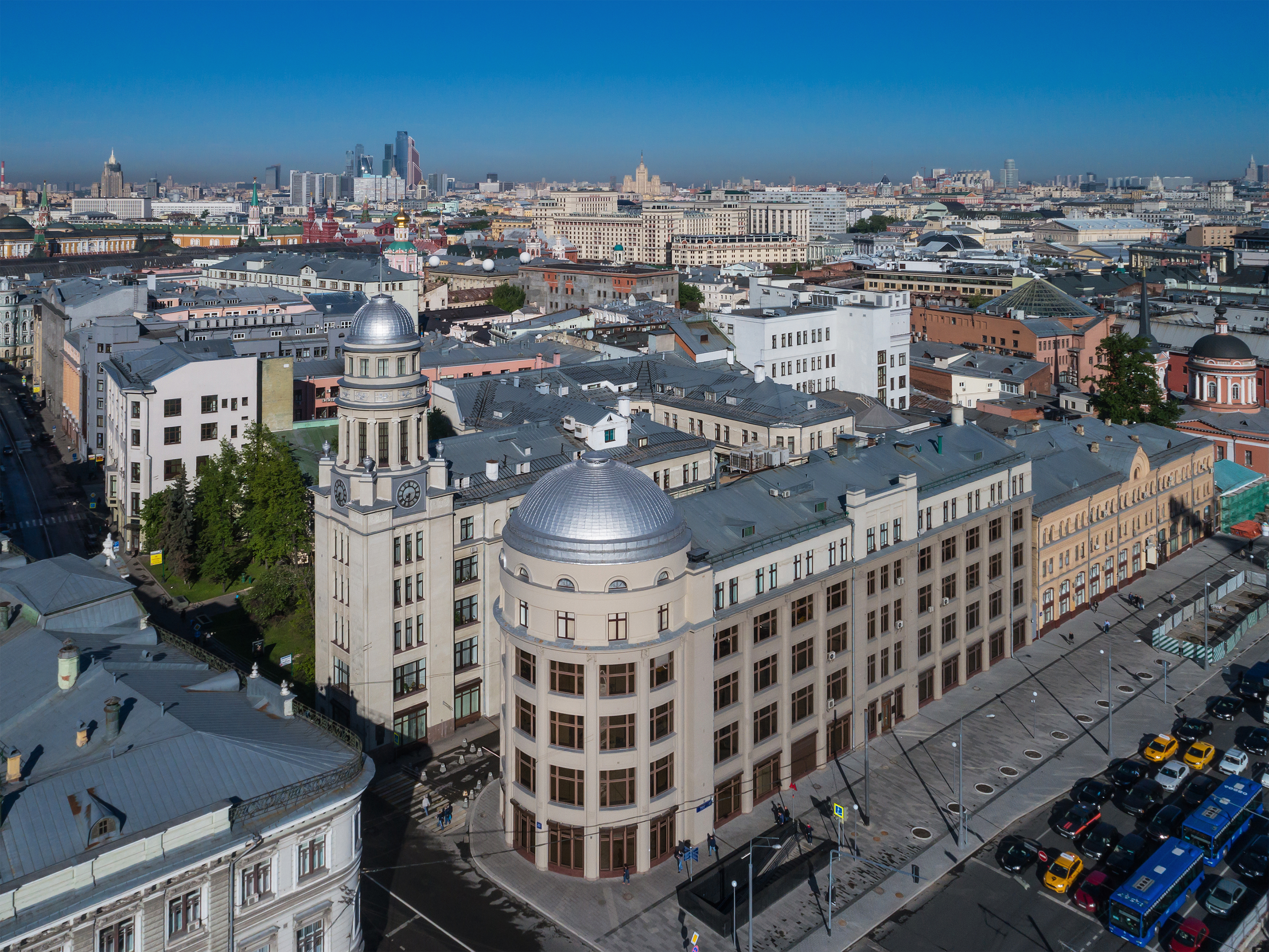
Das ehemalige Gebäude der Versicherungsgesellschaft Nord
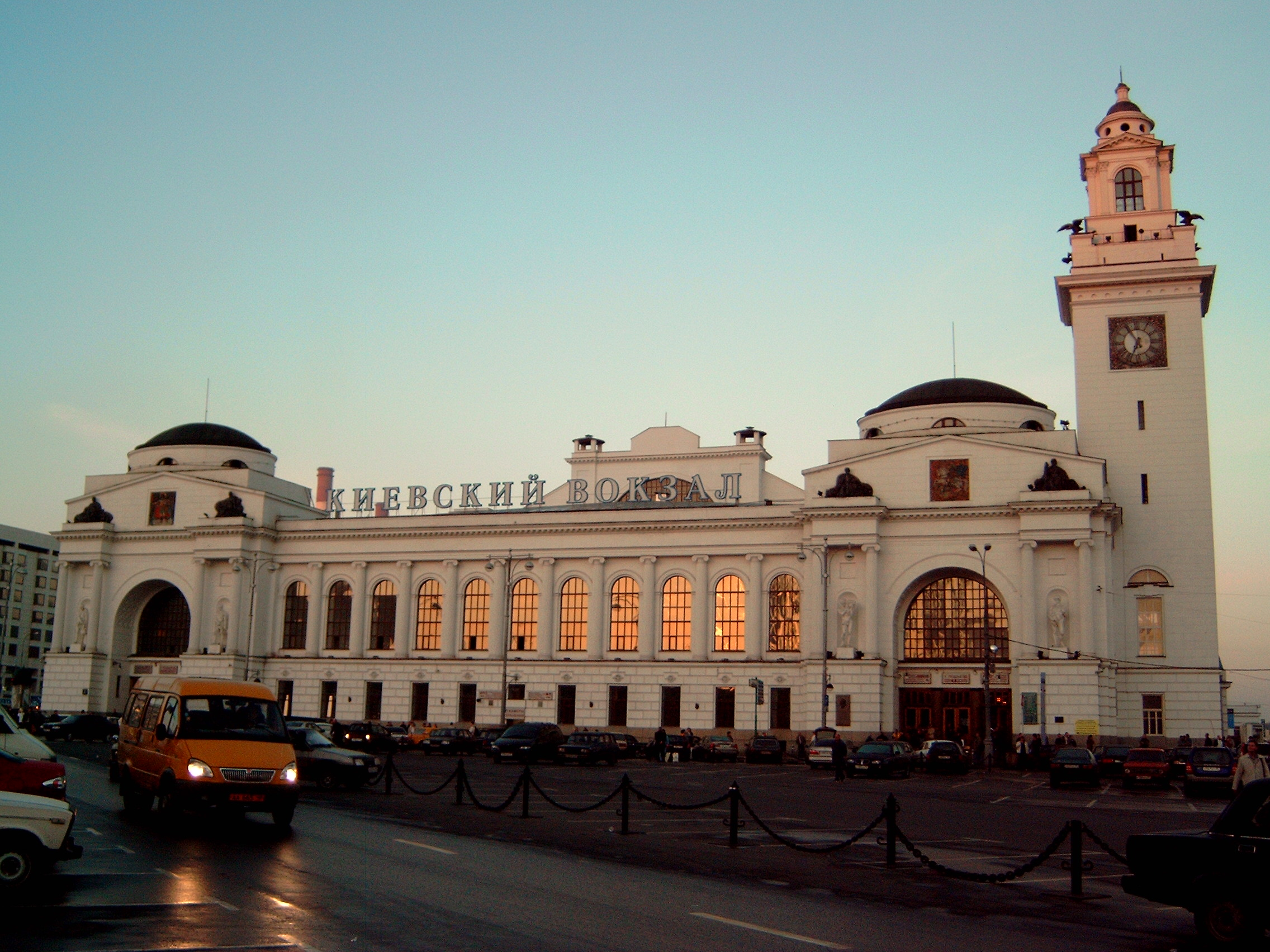
Empfangsgebäude des Kiewer Bahnhofs
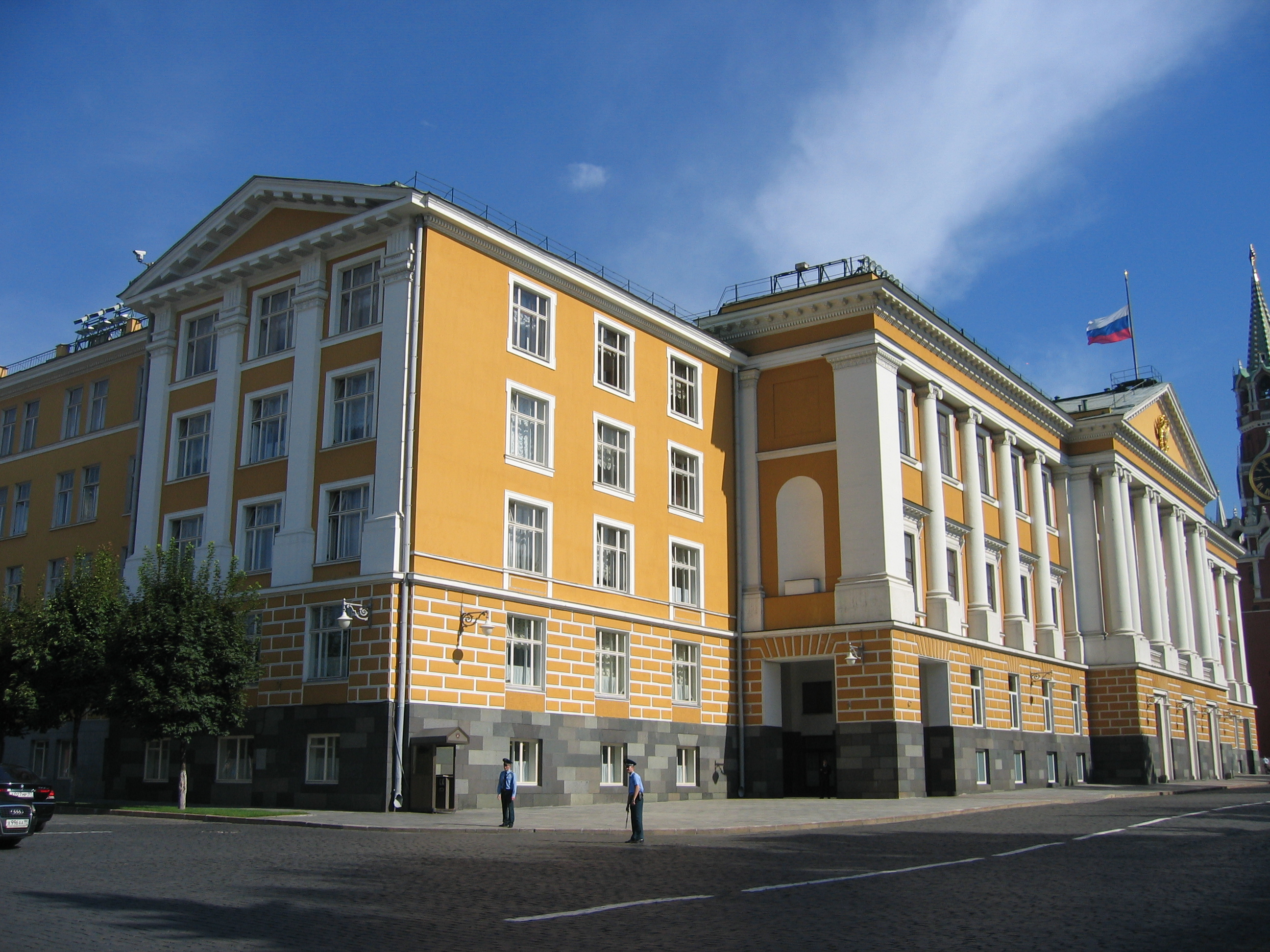
Gebäude 14 im Kreml